# Момчило Баљак
Момчило Баљак (Београд, 8. јул 1941 – Београд, 28. фебруар 1999) био је српски и југословенски новинар и уредник Радио Београда, политичар, један од оснивача и управник позоришта ДАДОВ у Београду. Завршио је Четрнаесту београдску гимназију. Водио је емисију Дежурни студио.